# 황금양모 기사단

황금양모 기사단의 훈장

황금양모 기사단(스페인어: Orden del Toisón de Oro)은 1430년 부르고뉴의 공작 필리프 3세와 포르투갈의 공주 이사벨라와의 결혼식을 축하하기 위해 설립된 기사단이다.

## 개요
이 기사단은 성모 마리아와 성 안드레아에게 헌신되었는데 다른 기사단처럼 처음에는 엄격한 제한으로 1명의 기사단장(주권을 가진 공작)과 23명의 기사로 이루어져 있었지만, 1433년에는 31명으로 늘어났다가 1516년에는 회원수가 51명이 되었다. 로마 가톨릭교를 수호하고 기사도의 전통적 관례를 지키기 위한 목적으로 세워진 기사단에서 각 기사는 범죄에 소추되거나 반역, 이단의 혐의를 받으면 다른 기사에게 재판을 받을 수 있는 권리가 있었다. 기사단은 이단을 엄격히 배격했으나 기독교적 기사단의 이름에 어울리지 않는 이교도적인 이름인 "황금양모" 때문에 논란이 많았다.
1477년 부르고뉴의 마리와 오스트리아 대공 막시밀리안이 결혼함으로써 기사단 단장의 자리는 스페인 합스부르크 왕가로 넘어갔다.
신성 로마 제국 황제 카를 5세는 이 기사단에 소속한 기사들이 저지른 모든 범죄를 배타적으로 재판할 수 있는 사법권을 기사단에 부여했고, 기사단 단장의 자리를 아들인 스페인 왕 펠리페 2세에게 물려주었다. 1600년에 교황 클레멘스 8세는 펠리페 2세의 후계자들이 기사단 단장의 자리를 물려받는 것을 승인했다.
1700년 스페인의 합스부르크 왕가가 단절되자 스페인의 부르봉 왕가와 오스트리아의 합스부르크 왕가는 기사단 단장 자리를 놓고 분쟁을 일으켰다. 신성 로마 제국 황제 카를 6세는 1713년 빈에 이 기사단을 창설했고, 그 후 오스트리아의 군주와 스페인의 군주는 서로를 단장이라고 내세웠다.
로마 가톨릭교도로서 가장 지위가 높은 귀족만이 이 기사단의 단원이 될 수 있었다.

## 황금양모 기사단장
- 선량공 필리프 (1430년-1467년)
- 용담공 샤를 (1467년-1477년)
- 막시밀리안 1세 (1478년-1482년)
- 펠리페 1세 (1482년-1506년)
- 카를 5세 (1506년-1555년)
- 펠리페 2세 (1555년-1598년)
- 펠리페 3세 (1598년-1621년)
- 펠리페 4세 (1621년-1665년)
- 카를로스 2세 (1665년-1700년)

### 에스파냐계 황금양모 기사단장
- 펠리페 5세 (1700년-1724년)
- 루이스 1세 (1724년)
- 펠리페 5세 (1724년-1746년)
- 페르난도 6세 (1746년-1759년)
- 카를로스 3세 (1759년-1788년)
- 카를로스 4세 (1788년-1808년)
- 페르난도 7세 (1808년-1833년)
- 이사벨 2세 (1833년-1841년)
- 발도메로 에스파르테로 (1841년-1843년)
- 호아킨 마리 로페즈 (1843년)
- 이사벨 2세 (1843년-1868년)
- 프란시스코 세라노 도밍게스 (1868년-1870년)
- 아마데오 1세 (1870년-1873년)
- 알폰소 12세 (1874년-1885년)
- 알폰소 13세 (1885년-1941년)
- 후안 데 보르본 이 바텐베르그 (1947년-1977년)
- 후안 카를로스 1세 (1977년-2014년)
- 펠리페 6세 (2014년-현재)

### 오스트리아계 황금양모 기사단장
- 카를 6세 (1700년-1740년)
- 프란츠 1세 (1740년-1765년)
- 요제프 2세 (1765년-1790년)
- 레오폴트 2세 (1790년-1792년)
- 프란츠 2세 (1792년-1835년)
- 페르디난트 1세 (1835년-1848년)
- 프란츠 요제프 1세 (1848년-1916년)
- 카를 1세 (1916년-1922년)
- 오토 폰 합스부르크 (1922년-2000년)
- 카를 폰 합스부르크 (2000년-현재)